# 後ろ姿の赤い服の女性のいる室内
『後ろ姿の赤い服の女性のいる室内』（うしろすがたのあかいふくのじょせいのいるしつない、仏: Intérieur avec femme en rouge de dos、英: Interior with Woman in Red Seen from Behind）は、スイスの画家フェリックス・ヴァロットンが1903年に描いた絵画である。『赤い服を着た後姿の女性のいる室内』または『赤い服をまとい背中をみせる女性』とも。英語では “Interior with Woman in Red” とも表記される。

## 概要
カンヴァスに油彩で描かれた作品である。縦93センチメートル、横71センチメートルの大きさをもつ。画面の最右下部に、画家の名前と製作年を示す “F. Vallotton 03” という文字列が記されている。チューリッヒのチューリッヒ美術館に所蔵されている。登録番号は2001/14である。

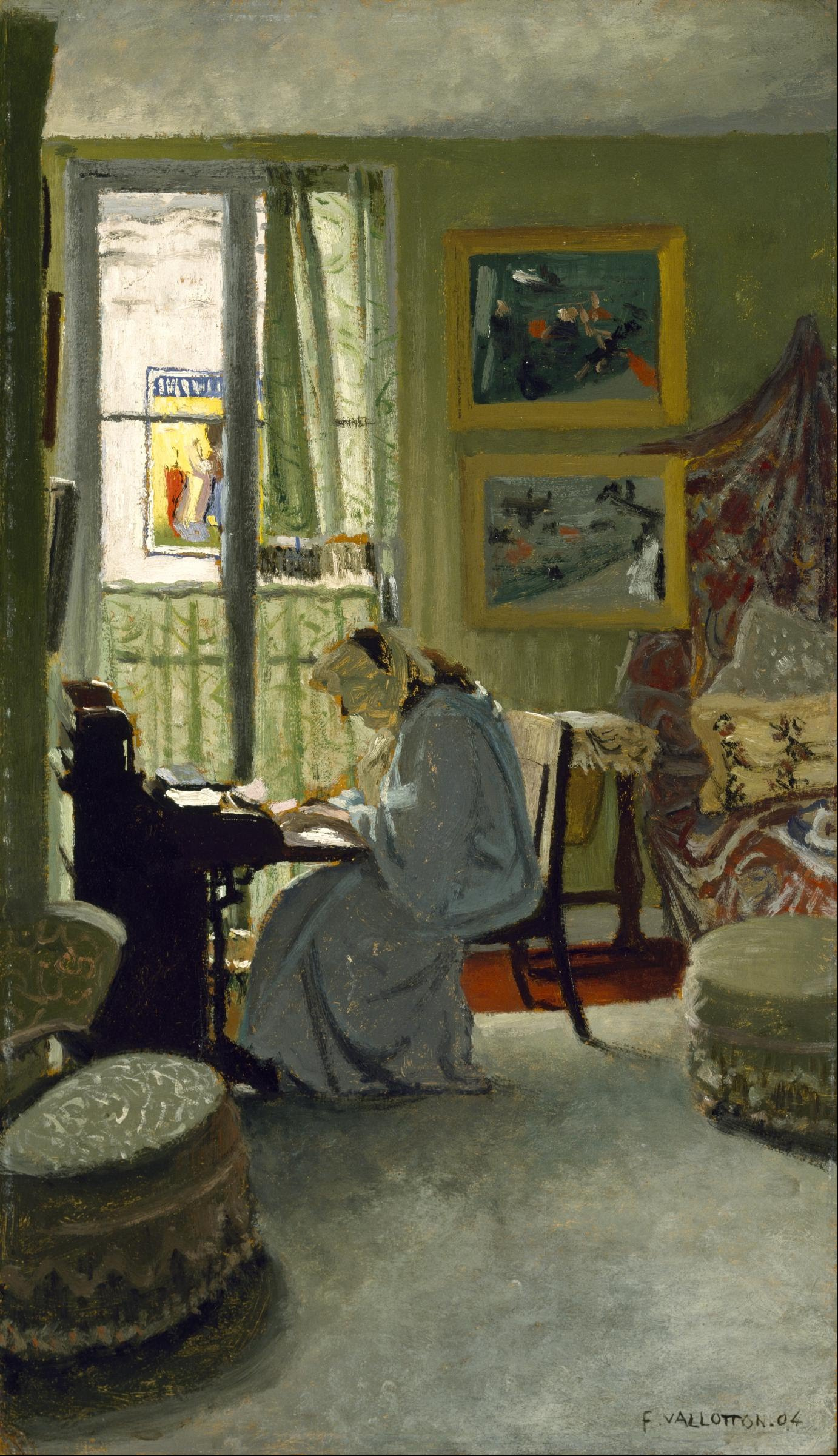
ヴァロットン『手紙を書く女性』

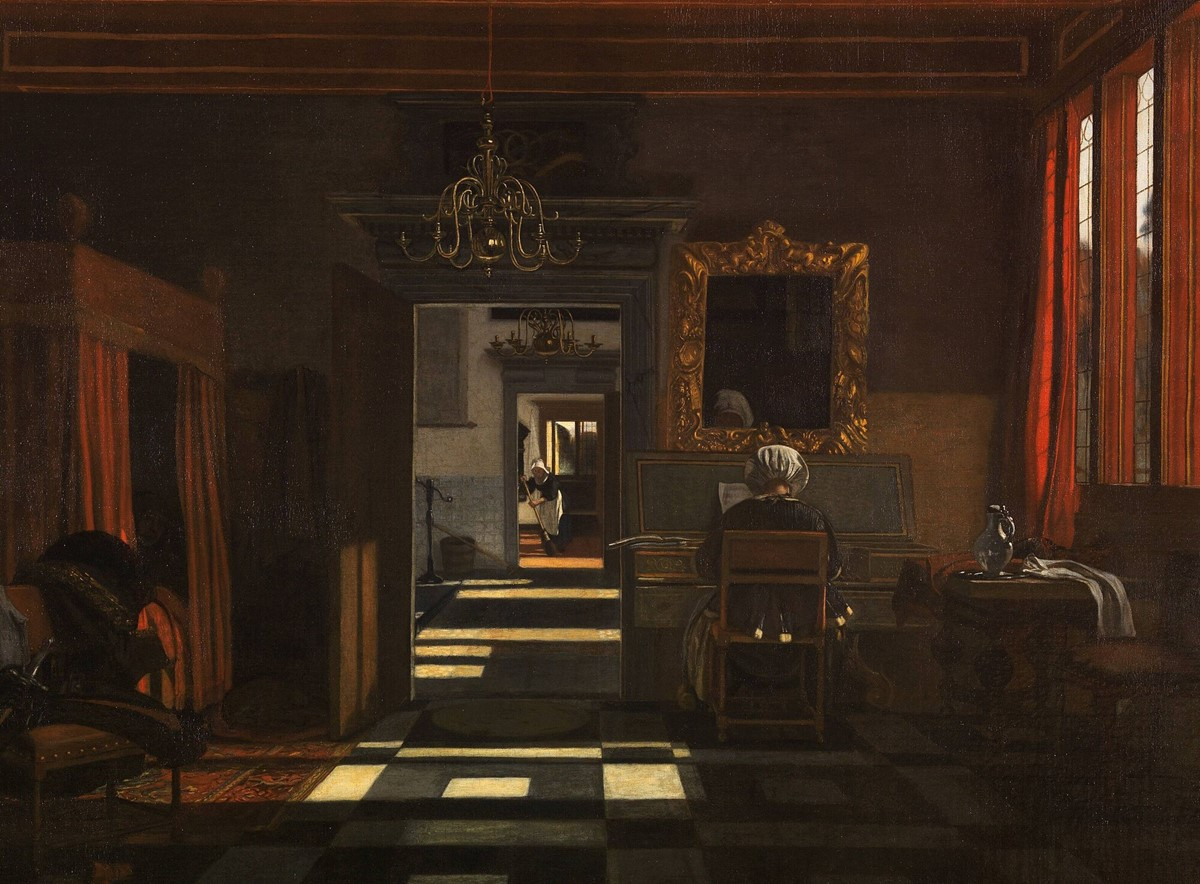
エマヌエル・デ・ウィッテ『ヴァージナルの前に女のいる室内』

本作は、ヴァロットンによる室内画の中でも代表的な作品のひとつに数えられる。ヴァロットンは、1904年製作の『アパルトマンの一角』や『ピンク色の服を着た人物が奥に見える室内』のように、本作が製作された1903年以降も、開口部の向こう側にある部屋の中の様子を描いた作品を発表している。ヴァロットンが1900年代以降に製作した室内画は、彼が実際に住んでいた家屋がモチーフとなっていることが多く、本作もその例に漏れない。
ヴァロットンは、ガブリエル・ロドリーグ＝アンリーク (Gabrielle Rodrigues-Henriques) と結婚した1899年とそのおよそ4年後に当たる1903年の2回にわたって引っ越しをしており、この時期に室内画の製作を活発化させている。1904年製作の『手紙を書く女性』や『横たわり読書する女性』などのように、ヴァロットンの1900年代以降の室内画には、ガブリエルをモデルとした人物が何度も登場しており、本作に描かれた後ろ姿の人物も彼女がモデルとなっているものとされる。
成城大学の中村周子によると、本作は画面構成の他に、光と影の表現方法や後ろ姿の人物などの点で、オランダの画家エマニュエル・デ・ウィッテが1665年ごろに製作した『ヴァージナルの前に女のいる室内』 (ボイマンス・ヴァン・ベーニンゲン美術館、ロッテルダム) から大きな影響を受けて製作されたものとされる。

## 作品
アパートの室内の様子が描かれている。画面の最も手前に鑑賞者のほうに向かって開け放たれた両開きの扉があり、その向こうに連続したいくつかの部屋が見えている。画面の中景に、赤色を基調とした服を身にまとった1人の女性が鑑賞者に背中を向けて佇んでおり、奥にある部屋に視線を向けている。女性が着ているのは、部屋着の一種であるドレッシングガウンである。画中に窓は描かれていないが、それぞれの部屋の中は明るい。
最も手前の扉の奥にある1つ目の部屋に設えられている長いソファの上には、シーツのような白い布が無造作に置かれているが、一部は座面から垂れ下がっている。その1つ奥にある部屋では、椅子から衣類がだらしなく垂れ下がっている。その向こうにある、最も奥に当たる部屋は寝室になっているものとみられ、ベッドが設えられている他、小型のランプが置かれたサイドテーブルが垣間見えている。開口部があることによって、これらの複数の部屋の内部空間を見通すことが可能になっている。

## 来歴
スイス・ローザンヌのヴァロットン・ギャラリー (Galerie Vallotton) を経て、1967年にチューリッヒのファイルヒェンフェルト (Feilchenfeldt) の所有するところとなる。その後、チューリッヒのハンス・ネフ (Hans Naef) の所有するところとなり、2001年にハンス・ネフからチューリッヒ美術館に遺贈される。